# Sertanismo
Sertanismo foi uma atividade, que se iniciou durante o século XVII no Brasil, em que homens adentravam o sertão brasileiro com objetivo de capturar indígenas, explorar metais preciosos e para conhecimento de riquezas naturais e espécies, tanto vegetais quanto animais. Apesar de não ser a causa que impulsionou essa atividade, o sertanismo teve grande contribuição para a interiorização brasileira. No período colonial brasileiro, esses homens, que eram denominados bandeirantes, foram os principais responsáveis pela extensão das fronteiras do país, fazendo-as chegar à sua configuração atual. Eram violentos, faziam invasões armadas e saqueavam tudo o que podiam. Costumavam sequestrar os moradores das vilas e aldeias que saqueavam, sobretudo mulheres e crianças indígenas. Seus interesses em tais sequestros era utilizar-se da mão de obra dessas pessoas para a agricultura. Os sertanistas e bandeirantes equivalem aos "batedores" (scouts) da América do Norte.
Já no século XX, a palavra "sertanista" passa a designar o indivíduo que conhece profundamente a parte do território mais afastada das áreas urbanizadas e ainda não colonizada pelos "brancos". Nessa acepção, o Marechal Rondon pode ser considerado um grande sertanista. A partir dos anos 1940, após a instituição do Conselho Nacional de Proteção aos Índios (CNPI), através do Decreto n.º 1 794, de 22 de novembro de 1939, as práticas sertanistas passaram a ser questionadas por antropólogos como Heloísa Alberto Torres, Darcy Ribeiro, Roberto Cardoso de Oliveira e Eduardo Galvão, que passaram a influir na formulação das políticas indigenistas brasileiras. Embora considerassem inevitável a integração dos índios à sociedade nacional, esses antropólogos defendiam que o órgão indigenista não se comprometesse a estimular este processo. Na nomenclatura de cargos da Funai, no entanto, a denominação 'sertanista' permanece.
No período colonial, os sertanistas, embora tivessem a ambição de encontrar metais preciosos, se ocupavam principalmente da captura e escravização de indígenas. Como afirma o historiador John Manuel Monteiro,
Com certeza, atrás das façanhas desses intrépidos desbravadores (os bandeirantes) esconde-se a envolvente história dos milhares de índios –  os negros da terra – aprisionados pelos sertanistas de São Paulo. 
Dessa forma, os sertanistas penetravam no interior do território da América Portuguesa, por meio das Entradas e das Bandeiras e das Monções, povoando e ocupando áreas que hoje pertencem aos atuais estados brasileiros de Paraná, Goiás, Mato Grosso, Mato Grosso do Sul e Santa Catarina. Na época, tais regiões, de acordo com o meridiano estipulado pelo Tratado de Tordesilhas (1494), pertenciam ao Império Espanhol. Elas viriam a ser incorporadas pela América Portuguesa só no século XVIII, com o Tratado de Madri (1750), que se valeu do princípio jurídico do Uti possidetis para legitimar a posse portuguesa dessas áreas. No entanto, conforme pondera o historiador Sérgio Buarque de Holanda, é inadequado afirmar que os sertanistas tivessem o desejo de "ampliar deliberadamente a área da colonização lusitana". Muitos sertanistas se miscigenavam com indígenas e boa parcela dos bandeirantes era mameluca. Ademais, os costumes e hábitos sertanistas incorporaram diversas técnicas de matriz indígena de caça, coleta, medicação, orientação geográfica, navegação fluvial, lavoura e vestimenta, como analisa Sérgio Buarque de Holanda na obra Caminhos e Fronteiras. Uma modalidade do sertanismo particularmente vigente no século XVII foi o sertanismo de contrato, que consistia na contratação de sertanistas para captura de tribos indígenas que resistiam à dominação colonial e de escravizados fugidos. Essa repressão era legitimada pela doutrina católica da guerra justa. Um notório caso de sertanismo de contrato foi a expedição, liderada pelo paulista Domingos Jorge Velho, para a destruição do Quilombo dos Palmares, na Serra da Barriga, oeste do atual estado de Alagoas, em 1694. A expedição havia sido contratada pelo governo da Capitania de Pernambuco.